# Infecții cu transmitere sexuală
Infecțiile cu transmitere sexuală (ITS), denumite și boli cu transmitere sexuală (BTS) și boli venerice (BV), reprezintă infecții care sunt răspândite prin act sexual, în special prin contact vaginal, sex anal și sex oral. Majoritatea infecțiilor cu transmitere sexuală nu prezintă simptome în starea incipientă. Acest fapt are ca rezultat un risc mai mare de a transmite boala altor persoane. Simptomele și semnele bolii pot include: secreții vaginale, secreții peniene, ulcere pe sau în jurul organelor genitale și durere pelviană. ITS-urile contactate înainte  sau în timpul nașterii pot duce la rezultate grave pentru făt. Anumite ITS-uri pot cauza probleme cu capacitatea de a rămâne însărcinată.

## Cauze și diagnoză
Peste 30 de tipuri diferite de bacterii, virusuri și paraziți pot cauza ITS-uri. ITS-urile bacteriene includ, printre altele, infecții cu Chlamydia, gonoreea și sifilisul. ITS-urile virale includ, printre altele, herpesul genital, HIV sau SIDA și negii genitali. IST-urile parazitice cuprind, printre altele, tricomonaza. De obicei acestea sunt transmise prin contact sexual, dar există anumite ITS-uri ce pot fi răspândite prin intermediul sângelui sau a țesuturilor contaminate, prin alăptare sau în timpul nașterii. Testele de diagnosticare a ITS-urilor sunt disponibile fără probleme în țările dezvoltate, dar acest lucru nu se aplică întotdeauna celor în curs de dezvoltare.

## Prevenire și tratament
Cea mai eficientă metodă de prevenire a ITS-urilor este renunțarea la sex. De asemenea, anumite vaccinuri pot scădea riscul anumitor infecții, inclusiv hepatita B și anumite tipuri de HPV. Anumite practici de sex protejat, cum ar fi folosirea prezervativelor, un număr mai restrâns de parteneri sexuali și relațiile de cuplu în care fiecare partener face sex doar cu celălalt scade acest risc. Circumcizia la bărbați poate fi eficientă pentru a preveni anumite infecții. Majoritatea ITS-urilor pot fi tratate sau vindecate. Dintre cele mai comune infecții, pot fi vindecate sifilisul, gonoreea, chlamydia, tricomonaza urogenitală, în timp ce herpesul, hepatita B, HIV/SIDA și HPV-ul pot fi tratate, dar nu vindecate. La unele organisme, precum gonoreea, s-a dezvoltat o rezistență la anumite antibiotice.

## Epidemiologie și istoric
În anul 2008, s-a estimat că 500 de milioane de oameni erau infectați, fie cu sifilis, gonoree, chlamydia sau tricomonază. Cel puțin încă 530 de milioane de oameni aveau herpes genital și 290 de milioane de femei erau infectate cu virusul papiloma uman. Alte ITS-uri decât HIV-ul au dus la 142.000 de decese în anul 2013. În Statele Unite ale Americii erau 19 milioane de noi cazuri de infecții cu transmitere sexuală în anul 2010. Documentele istorice privind ITS-urile datează cel puțin de la menționarea acestora în papirusul Ebers, în jurul anului 1550 Î.H. și din Vechiul Testament. Adesea, aceste boli sunt asociate cu rușinea și stigmatizarea. De obicei, termenul infecție cu transmitere sexuală este preferat celui de boală cu transmitere sexuală sau boală venerică, deoarece îi include pe aceia care nu au o boală simptomatică.
Infecțiile cu transmitere sexuală (ITS/BTS) sunt infecțiile care se transmit la contactul sexual între 2 persoane. Cele mai cunoscute ITS:

## Virusuri, bacterii și paraziți patogeni
- Gonoreea (Neisseria gonorrhoeae)
- Sifilis (Treponema pallidum)
- Tricomoniaza (Tricomonas vaginalis)
- Molluscum contagiosum
- Șancru moale (Haemophilus ducreyi)
- HIV/SIDA
- Granulomatoza inghinală/ Donovanoza (Calymmatobacterium granulomatis)
- Pediculoză pubiană
- Herpes genital
- Negi genitali - veruci, vegetații
- Scabia (Sarcoptes scabiei)
- Clamidioza (Chlamydia trachomatis)
- Virusul Papiloma uman
- Hepatita B
- Hepatita C
- Mononucleoza (Cytomegalovirus, Epstein Bar Virus)

Fungi și germeni comuni (comensali, condiționat-patogeni, se pot transmite prin contact sexual dar pot, de asemenea, sa se manifeste și să colonizeze mucoasele in lipsa oricărui contact sexual, prin dezechilibrul florei):
- Candida albicans
- Garnerella Vaginalis
- Mycoplasma hominis
- Mycoplasma genitalum
- Ureaplasma urealyticum
- Streptococi
- Staphilococcus aureus
- Leptothrix
- Haemophilus vaginalis
- Corynebacterium